# Бен-Хадад II
Бен-Хадад II (Бар-Адад) (*арам. בר הדד‎; д/н — бл. 842 до н. е.) — 4-й цар Арам-Дамаску в 860—842 роках до н. е. Ім'я перекладається як «Син Хадада». Згадується в Першій і Другій книгах царів, Книзі Хроніки, ассирійських хроніках, стелі з Тель-Дан. Відомий як Хадад-Езер, Венадад або Адад-Ідрі.

## Життєпис
Син або онук царя Бен-Хадада I. Посі втрон близько 860 року до н. е. Невдовзі почалися війни з ізраїльським царем Ахавом, якого Бен-Хадда II намагався змусити визнати свою зверхність. В першій кампанії арамейський цар захопив місто Сихем, після цього взяв в облогу столицю Ізраїлю — Самарію. Ахав вже планував здатися та визнати владу арамейського царя, але один з пророків (жерців) переконав ізрраїльського володаря атакувати армію Бен-Хадада II. Останній не чекав атаки, тому швидко зазнав поразки й ледве врятувався.
Готуюючись до продовження війни цар Араму провів адміністративну і військову реформи. Всі тридцять два «князьки», які підпорядковувалися Бен-Хададу II, були позбавлені своїх посад, а замість них керувати окремими областями Араму були поставлені царські чиновники. Це дозволило політично та економічно зміцнити царство. Втім у наступній кампанії проти Ахава у битві біля афеку бен-хадда II зазнав поразки, зрештою потрапившиу полон. В якості викупу передав Ізраїлю області на схід від Галааду, захоплені його попередником на троні Араму. Також ізраїльські купці отримали місце для своєї факторіїв Дамаску.
Перед зовнішньою загрозою народ згуртувався навколо царя і навіть пророки, які раніше гостро засуджували Ахава підтримали його. Переможений дамаський цар не лише повернув захоплені раніше ізраїльські землі (окрім Рамоту), але й надав ізраїльським купцям особливі привілеї в Дамаску.
У 853 році до н. е. перед загрозою вторгнення ассирійського війська на чолі із Шульману-ашаредом III утворив коаліцію з Ахавом. До неї доєдналися царі Аммону, Моаву, Едому, сирійських та фінікійських міст-держав. Цю коаліцію підтримав фараон Осоркон II. У вирішальній битві при Каркарі ассирійці не змогли досягти успіху. В результаті уся Передня Азія скинула владу Ассирії.
Вже у 852 році до н. е. проти Араму виступили ізраїльський цар Ахав і юдейський цар Йосафат, що спробували захопити місто рамот в Галааді. Втім арамейські війська здобули перемогу, а Ахав загинув.
У 850 році до н. е. перед загрозою нової війни з Ассирією уклав союз з Урхіліною, царем Хамату. Також підтвердив союз з Єгиптом, що не бажав посилення ассирійців в регіоні. У 849, 848 і 845 роках до н. е. арамо-хаматське військо вело запеклі війни проти царя Шульману-ашареда III. 845 році до н. е. останній навіть спробував захопити Дамаск, але марно.
Близько 842 року до н. е. виступив проти Йорама, царя Ізраїлю. Невдовзі взяв в облогу столицю того — Самарію. Мешканці останньої згодом опинилися в безнадійній ситуації. Тоді Йорам і жерці (пророки) пустили хибну чутку, що Самарії на допомогу йдуть військ з Юдеї та Єгипту. Повіривши в це Бен-Хадад II відступив. Невдовзі його було вбито Азаїлом.